# Rick Moody
Rick Moody, pseudonimo di Hiram Frederick Moody III (New York, 18 ottobre 1961), è uno scrittore statunitense conosciuto per i romanzi La tempesta di ghiaccio, cronaca della dissoluzione di due famiglie suburbane del Connecticut durante il fine settimana della festa del Ringraziamento nel 1973, e Rosso Americano.
È uno dei compilatori dei lemmi del Futuro dizionario d'America (The Future Dictionary of America, McSweeneys, 2005).

## Biografia
Cresciuto in diverse città suburbane del Connecticut, tra cui Darien e New Canaan, nelle quali ha in seguito ambientato storie e racconti, si è laureato alla St. Paul's School nel New Hampshire, alla Brown University (dove ha avuto come insegnante di scrittura creativa John Hawkes) ed ha ricevuto un Master in Fine Art alla Columbia University. 
Ha insegnato alla State University di New York a Purchase. Vive a Brooklyn e a Fishers Island. B.R. Myers ha attaccato Moody nella conclusione del Manifesto del Lettore. Nel 2012 ha vinto il Premio Fernanda Pivano.

## Opere

### Romanzi
- Cercasi batterista, chiamare Alice (Garden State, 1992)
- Tempesta di ghiaccio (The Ice Storm, 1994)
- Rosso americano (Purple America, 1996)
- Diviners. I rabdomanti (The Diviners, 2005)
- Le quattro dita della morte (The Four Fingers of Death, 2010)
- Hotel del Nordamerica (Hotel of North America, 2015)

### Racconti
- La più lucente corona d'angeli in cielo (The Ring of Brightest Angels Around Heaven: A Novella and Stories, 1995)
- Racconti di demonologia (Demonology, 2003)
- Tre vite (Right Livelihoods: Three Novellas, 2007)

### Memorie
- Il velo nero: memoir con digressioni (The Black Veil: A Memoir with Digressions, 2002)
- La lunga impresa: storia del mio matrimonio (The Long Accomplishment: A Memoir of Struggle and Hope in Matrimony, 2019)

### Saggistica
- Musica celestiale (On Celestial Music: And Other Adventures in Listening, 2012)